# Konjušnica v srcu
Konjušnica v srcu je pesniška zbirka Matjaža Kocbeka. Zbirka je izšla leta 1990 pri založbi Lipa.

## Vsebina
V tej pesniški zbirki Kocbek razkrivanje bistva podob in znamenj podredi asociativnim nizom v šalamonuvski maniri. Pesniško zbirko sestavljajo strnjene, kratke pesmi. 
Edina trdnost v delu je stanje zavesti, vse drugo - zgodovina, tradicija, sodobnost, miti - je podrejeno osebnemu pogledu. Zgodovinska dejstva in njihove mitske izpeljave obravnava s sarkazmom, absurdnimi primerami, osvobojeno fantastiko. 
V zbirki zopet naveže stik z očetom, tokrat prek očetove pesmi o lipicancih, ki ji odgovori v nekaj pesmih o konjih. 
Kažejo se že elementi kasnejših Kocbekov zbirk, za katerem je značilno trdno pesnikovo razmerje do različni poetičnih jezikovnih praks - med drugim eskpresionizma in avantagradnega lingvizma.